# Хінкув
Хінкув (пол. Chinków) — село в Польщі, у гміні Солець-Здруй Буського повіту Свентокшиського воєводства.
Населення — 88 осіб (2011).
У 1975-1998 роках село належало до Келецького воєводства.

## Демографія
Демографічна структура на день 31 березня 2011 року:
|          | Загалом | Допрацездатний вік | Працездатний вік | Постпрацездатний вік |
| -------- | ------- | ------------------ | ---------------- | -------------------- |
| Чоловіки | 44      | 7                  | 30               | 7                    |
| Жінки    | 44      | 9                  | 19               | 16                   |
| Разом    | 88      | 16                 | 49               | 23                   |